# Labuat (álbum)
Labuat es el álbum debut del proyecto Labuat. Fue lanzado el 24 de febrero de 2009 bajo el sello Columbia Records, perteneciente a Sony Music. El disco se colocó como el n.º 2 de los más vendidos en España en su primera semana en venta.

## Grabación
Las bases rítmicas e instrumentación fueron grabadas en Pinkerland, siendo arreglado, producido y mezclado por Mr. Furia y Profesor Manso (The Pinker Tones). Las voces se grabaron en los estudios Blind Records de Barcelona (salvo Soy tu agua, en Pinkerland). La masterización corrió a cargo de Dennis Blackham en Skye Mastering Studios (Isla de Wight, UK).

## Lista de canciones
| Labuat |                        |                  |                  |                  |          |  |
| N.º    | Título                 | Letras           | Música           | Escritor(es)     | Duración |  |
| 1.     | «De Pequeño»           | Risto Mejide     | Risto Mejide     | Risto Mejide     | 03:22    |  |
| 2.     | «Ayer»                 | Risto Mejide     | Risto Mejide     | Risto Mejide     | 04:19    |  |
| 3.     | «Mentiras A Contraluz» | Risto Mejide     | Risto Mejide     | Risto Mejide     | 03:38    |  |
| 4.     | «Soy Tu Aire»          | Risto Mejide     | Risto Mejide     | Risto Mejide     | 04:02    |  |
| 5.     | «Lo Raro Es Vivir»     | Risto Mejide     | Risto Mejide     | Risto Mejide     | 03:19    |  |
| 6.     | «Defíneme Sin Ti»      | Risto Mejide     | Risto Mejide     | Risto Mejide     | 04:17    |  |
| 7.     | «Carta De Otoño»       | Virginia Maestro | Virginia Maestro | Virginia Maestro | 04:09    |  |
| 8.     | «Al Margen»            | Virginia Maestro | Risto Mejide     | Risto Mejide     | 03:37    |  |
| 9.     | «Llueve Mal»           | Risto Mejide     | Risto Mejide     | Risto Mejide     | 03:10    |  |
| 10.    | «Ya Se Verá»           | Risto Mejide     | Risto Mejide     | Risto Mejide     | 03:18    |  |
| 37:31  |                        |                  |                  |                  |          |  |

### Edición deluxe y vinilo
| Labuat |                                      |                  |                  |                  |          |  |
| N.º    | Título                               | Letras           | Música           | Escritor(es)     | Duración |  |
| 1.     | «De Pequeño»                         | Risto Mejide     | Risto Mejide     | Risto Mejide     | 03:22    |  |
| 2.     | «Ayer»                               | Risto Mejide     | Risto Mejide     | Risto Mejide     | 04:19    |  |
| 3.     | «Mentiras A Contraluz»               | Risto Mejide     | Risto Mejide     | Risto Mejide     | 03:38    |  |
| 4.     | «Soy Tu Aire»                        | Risto Mejide     | Risto Mejide     | Risto Mejide     | 04:02    |  |
| 5.     | «Lo Raro Es Vivir»                   | Risto Mejide     | Risto Mejide     | Risto Mejide     | 03:19    |  |
| 6.     | «Defíneme Sin Ti»                    | Risto Mejide     | Risto Mejide     | Risto Mejide     | 04:17    |  |
| 7.     | «Carta De Otoño»                     | Virginia Maestro | Virginia Maestro | Virginia Maestro | 04:09    |  |
| 8.     | «Al Margen»                          | Virginia Maestro | Risto Mejide     | Risto Mejide     | 03:37    |  |
| 9.     | «Llueve Mal»                         | Risto Mejide     | Risto Mejide     | Risto Mejide     | 03:10    |  |
| 10.    | «Ya Se Verá»                         | Risto Mejide     | Risto Mejide     | Risto Mejide     | 03:18    |  |
| 11.    | «Al Margen (The Pinker Tones Remix)» | Virginia Maestro | Risto Mejide     | Risto Mejide     | 04:09    |  |
| 12.    | «Soy Tu Agua»                        | Risto Mejide     | Risto Mejide     | Risto Mejide     | 05:12    |  |
| 45:12  |                                      |                  |                  |                  |          |  |

## Gira
Virginia Maestro dio su primer concierto sobre el escenario de la gira de Labuat en la Sala Penélope de Madrid. Con una banda exquisita, cantó todos los temas de su disco y adelantó tres que presumiblemente estarán en su próximo álbum (Circus, I call your name y Te doy mi voz). Además, versionó canciones conocidas mundialmente, como Cry to me de Solomon Burke, Oh! Darling de The Beatles y Goodnight Moon de Shivaree. 
Después de un corto periodo de tiempo, continuó la gira en formato acústico, acompañada por Iñaki García y Fran de Rivera. En esta gira nacional, descartó el tema Al margen de su disco debido a que era difícil de adaptar en formato acústico, y las canciones que versionaba fueron cambiadas e iban siendo modificadas según avanzaba la gira. What a Wonderful World, If I Fell, Chega de Saudade, Creep, Turn me on, Yesterday y Stand by Me fueron algunos de los temas que Virginia interpretó durante este periodo de la gira. Además, como artista residente en la Sala Costello de Madrid, cada mes daba un concierto en esa sala.
En noviembre de 2009, Virginia viajó a Colombia gracias a la fundación Omacha para ayudar a Sara, una tigresa del orinoco. En Colombia dio un concierto con gran resultado en la que ella sola, acompañada de su guitarra y tocando en algunos temas el piano, cantó algunas canciones de su disco y añadió una nueva versión, la del tema Dream a Little Dream of Me.
El último concierto que dio en 2009 fue en la Sala Santaella de Córdoba. Ella sola, de nuevo con su guitarra y sólo en algunos temas acompañada por Fran de Rivera, se movió por los ambientes que más le gustan y en los que más cómoda se siente. Ofreció al público que acudió versiones de grandes temas, como Twist and Shout, House of the Rising Sun, All I Want for Christmas is You, We Belong Together, Blue Moon y White Christmas.
Con la llegada del nuevo año y en el actual momento de la gira que se encuentra Virginia llegaron las sorpresas. De nuevo con Iñaki y Fran (aunque este último en menos ocasiones), adelantó temas de su segundo álbum, como Hoy por ti (tema que ya había mostrado una semana antes al público en un concierto de Alfonso del Valle), Insomnio Febril y Amanecer, que permiten hacer una idea al público del camino que quiere seguir Labuat con su segundo álbum.
Además, desaparecieron del repertorio la mayoría de las canciones de su primer álbum para dar lugar a un concierto mucho más personal de Virginia, con temas compuestos solo por ella y nuevas versiones (entre ellas Smile, tema versionado anteriormente por ella en Operación Triunfo, I'm Only Sleeping de The Beatles, Put the Blame on Mame, Have I Told You Lately that I Love You?, All of Me, entre otras)
En un concierto ofrecido en la sala Fun Club de Sevilla, fue acompañada por un viejo grupo de música suyo, donde sorprendió al público con una improvisación de jazz, canciones como Amazing Grace y Proud Mary. Además, junto con Iñaki interpretó Mujer contra mujer de Mecano. El éxito de este concierto volvió a repetirse en la Sala Clamores, concierto que tuvo lugar el 9 de abril de 2010, en el que Virginia estuvo acompañada de piano y batería.

## Posicionamiento
Según se publicó en una noticia de Los 40 principales, dicho álbum ha vendido más de 20 000 en España.

### Semanales
| País/Continente | Ranking         | Primera semana | Posición de ingreso | Mejor posición | Semanas en la mejor posición | Semanas en el ranking | Última semana |
| --------------- | --------------- | -------------- | ------------------- | -------------- | ---------------------------- | --------------------- | ------------- |
| Europa          |                 |                |                     |                |                              |                       |               |
| España          | Top 100 álbumes | 01/03/2009     | 2                   | 2              | 1                            | 17                    | 21/06/2009    |